# أورورا ميرا
أورورا ميرا (بالإسبانية: Aurora Mira)‏ هي رسامة تشيلية، ولدت في 1863 في سانتياغو في تشيلي، وتوفي بنفس المكان في 1939.